# 織田信奈の野望のディスコグラフィ
『織田信奈の野望のディスコグラフィ』（おだのぶなのやぼうのディスコグラフィ）では、テレビアニメ『織田信奈の野望』の関連CDおよび配信限定シングルについて記述する。発売元はポニーキャニオン。

## シングル

### 織田信奈の野望 Music of the different world

#### 歌姫01
テレビアニメ『織田信奈の野望』のキャラクターソング第1弾として2012年9月5日にリリースされた。織田信奈（伊藤かな恵）と蜂須賀五右衛門（金田朋子）のキャラクターソングを収録している。
収録曲
1. ヒトツノネガイ [4:36]
歌：織田信奈（伊藤かな恵）
作詞：森由里子、作曲：俊龍、編曲：Sizuk
2. ガンバラ☆ [3:39]
歌：蜂須賀五右衛門（金田朋子）
作詞：森由里子、作曲：俊龍、編曲：Sizuk
3. ヒトツノネガイ（Instrumental） [4:36]
4. ガンバラ☆（Instrumental） [3:37]

#### 歌姫02
第1弾とともに2012年9月5日に同時リリースされた。前田犬千代（福圓美里）、柴田勝家（生天目仁美）のキャラクターソングを収録している。
収録曲
1. 派手に行け！ [4:01]
歌：前田犬千代（福圓美里）
作詞：森由里子、作曲：俊龍、編曲：Gravity musik
2. Emotion [4:30]
歌：柴田勝家（生天目仁美）
作詞：Loco.、作曲：俊龍、編曲：Gravity musik
3. 派手に行け！（Instrumental） [4:01]
4. Emotion（Instrumental） [4:28]

#### 歌姫03
第1弾、第2弾とともに2012年9月5日に同時リリースされた。明智光秀（矢作紗友里）、丹羽長秀（松嵜麗）のキャラクターソングを収録している。
収録曲
1. 接近ミラクル [4:41]
歌：明智光秀（矢作紗友里）
作詞：森由里子、作曲：俊龍、編曲：松井俊介
2. 星空ランデブー♡ [4:04]
歌：丹羽長秀（松嵜麗）
作詞・作曲・編曲：高橋菜々
3. 接近ミラクル（Instrumental） [4:41]
4. 星空ランデブー♡（Instrumental） [4:02]

#### 歌姫04
2012年9月19日にリリースされた第4弾。竹中半兵衛（小倉唯）、梵天丸（大久保瑠美）のキャラクターソングを収録している。本シリーズ唯一でオリコンチャート入りした。
収録曲
1. やさシク、されたい。 [4:14]
歌：竹中半兵衛（小倉唯）
作詞・作曲：俊龍、編曲：Sizuk
2. One in a million!! [3:47]
歌：梵天丸（大久保瑠美）
作詞・作曲：高橋菜々、編曲：Gravity musik
3. やさシク、されたい。（Instrumental） [4:14]
4. One in a million!!（Instrumental） [3:46]

#### 歌姫05
第4弾とともに2012年9月19日に同時リリースされた。ルイズ・フロイス（佐藤利奈）、松平元康（三森すずこ）のキャラクターソングを収録している。
収録曲
1. きっと... [4:47]
歌：ルイズ・フロイス（佐藤利奈）
作詞：上田起士、作曲：俊龍、編曲：八重樫ゆう一
2. おいもパラダイス [3:41]
歌：松平元康（三森すずこ）
作詞・作曲・編曲：高橋菜々
3. きっと...（Instrumental） [4:47]
4. おいもパラダイス（Instrumental） [3:39]

## アルバム

### TVアニメ 織田信奈の野望 -劇伴集- ORIGINAL SOUNDTRACK
『TVアニメ 織田信奈の野望 -劇伴集- ORIGINAL SOUNDTRACK』は、2012年10月17日に発売されたテレビアニメ『織田信奈の野望』のサウンドトラック。高梨康治が手掛ける劇伴曲を収録している。
収録曲
| 全作曲・編曲: 高梨康治。 |                   |       |            |      |
| #                        | タイトル          | 作詞  | 作曲・編曲 | 時間 |
| 1.                       | 「天下布武」      |       | 高梨康治   | 1:57 |
| 2.                       | 「襲撃」          |       | 高梨康治   | 1:19 |
| 3.                       | 「伝来」          |       | 高梨康治   | 2:13 |
| 4.                       | 「先陣」          |       | 高梨康治   | 2:03 |
| 5.                       | 「題 -織田信奈-」 |       | 高梨康治   | 1:51 |
| 6.                       | 「愛敬」          |       | 高梨康治   | 1:24 |
| 7.                       | 「虚構」          |       | 高梨康治   | 1:27 |
| 8.                       | 「花顔」          |       | 高梨康治   | 1:27 |
| 9.                       | 「苦慮」          |       | 高梨康治   | 1:12 |
| 10.                      | 「題 -相良良晴-」 |       | 高梨康治   | 1:02 |
| 11.                      | 「幸福」          |       | 高梨康治   | 2:21 |
| 12.                      | 「侵攻」          |       | 高梨康治   | 1:58 |
| 13.                      | 「策略」          |       | 高梨康治   | 1:51 |
| 14.                      | 「束の間」        |       | 高梨康治   | 1:49 |
| 15.                      | 「決意」          |       | 高梨康治   | 2:11 |
| 16.                      | 「黄昏」          |       | 高梨康治   | 1:23 |
| 17.                      | 「忠誠」          |       | 高梨康治   | 1:52 |
| 18.                      | 「奇想天外」      |       | 高梨康治   | 1:33 |
| 19.                      | 「春愁」          |       | 高梨康治   | 2:00 |
| 20.                      | 「静粛」          |       | 高梨康治   | 2:09 |
| 21.                      | 「有志」          |       | 高梨康治   | 1:48 |
| 22.                      | 「意中」          |       | 高梨康治   | 2:11 |
| 23.                      | 「南蛮渡来」      |       | 高梨康治   | 1:10 |
| 24.                      | 「優麗」          |       | 高梨康治   | 1:16 |
| 25.                      | 「重圧」          |       | 高梨康治   | 2:26 |
| 26.                      | 「影」            |       | 高梨康治   | 2:11 |
| 27.                      | 「戦国乱世」      |       | 高梨康治   | 2:06 |
| 28.                      | 「勇将」          |       | 高梨康治   | 1:54 |
| 29.                      | 「奇襲」          |       | 高梨康治   | 2:00 |
| 30.                      | 「大勝」          |       | 高梨康治   | 1:39 |
| 31.                      | 「落着」          |       | 高梨康治   | 1:46 |
| 32.                      | 「将軍」          |       | 高梨康治   | 2:06 |
| 合計時間:                | 合計時間:         | 57:35 |            |      |

### TVアニメ『織田信奈の野望』ベストアルバム 歌姫集
『TVアニメ『織田信奈の野望』ベストアルバム 歌姫集』は2013年4月20日に発売されたTVアニメ『織田信奈の野望』のベストアルバム。ポニーキャニオンのアニメ通販サイト「きゃにめ.jp」で限定リリースされた。テレビアニメのオープニングテーマとエンディングテーマ、からキャラクターソングシリーズ『織田信奈の野望 Music of the different world』全曲を収録したベストアルバムとなっている。
収録曲
1. Link [3:53]
歌：愛美
作詞：深青結希、作曲：若林充、編曲：草野よしひろ
テレビアニメ『織田信奈の野望』オープニングテーマ
2. ヒトツノネガイ [4:37]
歌：織田信奈（伊藤かな恵）
作詞：森由里子、作曲：俊龍、編曲：Sizuk
3. ガンバラ☆ [3:39]
歌：蜂須賀五右衛門（金田朋子）
作詞：森由里子、作曲：俊龍、編曲：Sizuk
4. 派手に行け！ [4:02]
歌：前田犬千代（福圓美里）
作詞：森由里子、作曲：俊龍、編曲：Gravity musik
5. Emotion [4:31]
歌：柴田勝家（生天目仁美）
作詞：Loco.、作曲：俊龍、編曲：Gravity musik
6. 接近ミラクル [4:41]
歌：明智光秀（矢作紗友里）
作詞：森由里子、作曲：俊龍、編曲：松井俊介
7. 星空ランデブー♡ [4:05]
歌：丹羽長秀（松嵜麗）
作詞・作曲・編曲：高橋菜々
8. やさシク、されたい。 [4:14]
歌：竹中半兵衛（小倉唯）
作詞・作曲：俊龍、編曲：Sizuk
9. One in a million!! [3:48]
歌：梵天丸（大久保瑠美）
作詞・作曲：高橋菜々、編曲：Gravity musik
10. きっと... [4:48]
歌：ルイズ・フロイス（佐藤利奈）
作詞：上田起士、作曲：俊龍、編曲：八重樫ゆう一
11. おいもパラダイス [3:42]
歌：松平元康（三森すずこ）
作詞・作曲・編曲：高橋菜々
12. ヒカリ [4:33]
歌：みずたまきの
作詞：深青結希、作曲：若林充、編曲：佐藤準
テレビアニメ『織田信奈の野望』エンディングテーマ

## BD・DVD特典CD
BD・DVD奇数巻の初回限定版に特典として同梱されているドラマCD。2014年9月17日発売のBlu-ray BOXきゃにめ購入特典ではCD1枚にまとめて収録されている。

### 第1巻
「激闘、スイカ割り」
出演 - 織田信奈（伊藤かな恵）、相良良晴（江口拓也）、前田犬千代（福圓美里）、柴田勝家（生天目仁美）、丹羽長秀（松嵜麗）、蜂須賀五右衛門（金田朋子）、ねね（北方奈月）、明智光秀（矢作紗友里）

### 第3巻
「戦国混浴露天風呂の惨劇 湯の中に隠された秘密 欲望渦巻く温泉に血の花が咲いた！」
出演 - 織田信奈（伊藤かな恵）、相良良晴（江口拓也）、柴田勝家（生天目仁美）、丹羽長秀（松嵜麗）、明智光秀（矢作紗友里）、竹中半兵衛（小倉唯）

### 第5巻
「マツタケのベタで危険な香り」
出演 - 織田信奈（伊藤かな恵）、相良良晴（江口拓也）、前田犬千代（福圓美里）、柴田勝家（生天目仁美）、丹羽長秀（松嵜麗）、蜂須賀五右衛門（金田朋子）、ねね（北方奈月）、明智光秀（矢作紗友里）、竹中半兵衛（小倉唯）

## パチンコ・パチスロ搭載曲
『織田信奈の野望』のパチンコ・パチスロで使用されるオリジナル搭載曲について記述する。

### CR織田信奈の野望 主題歌
パチンコ「CR織田信奈の野望」主題歌『my serment』が2016年4月20日にポニーキャニオンより配信された。
収録曲
1. my serment [3:31]
歌：織田信奈（伊藤かな恵）
作詞：彩華れい[10]、作曲：久保正貴、編曲：YUPA

### CR織田信奈の野望IIテーマソング
パチンコ「CR織田信奈の野望II」テーマソング『Hit a.〜Period〜/命、揺さぶられたい。』が2018年5月21日にポニーキャニオンより配信された。
収録曲
1. Hit a.〜Period〜 [3:52]
歌：織田信奈（伊藤かな恵）
作詞：太田彩華、作曲：久保正貴[12]、編曲：YUPA
2. 命、揺さぶられたい。 [4:12]
歌：竹中半兵衛（小倉唯）
作詞・作曲：俊龍、編曲：よる。

### その他
- パチンコ「P織田信奈の野望 全国版」公式サイトにて同機種オリジナル楽曲『閃光 -Ray-』（歌：山崎もえ）の無償ダウンロードが提供されていたが[13][14]、導入元メーカーの西陣の廃業に伴う公式サイト閉鎖により、以後ダウンロード不能となっている。
- テレビアニメオープニングテーマ「Link」のカップリング曲『夢』が、2023年にスパイキーより導入されたパチスロ「S 織田信奈の野望 全国版」に搭載楽曲として初めて実装された[15]。

## ラジオCD
Webラジオ番組『伊藤かな恵・矢作紗友里のデアルカラジオ』のラジオCDについて記述する。発売元はvol.1、vol.2が響、vol.3が響ミュージック。

### vol.1
2012年8月29日発売。新規録りおろしオーディオCDと過去放送（第1回 - 第4回）データCD-ROMの2枚組。
ゲスト
- 第3回：福圓美里（前田犬千代 役）
- 第4回：江口拓也（相良良晴 役）

### vol.2
2012年12月26日発売。新規録りおろし特別版オーディオCDと過去放送（第5回 - 第12回）データCD-ROMの2枚組。
新規収録では番組初ゲストとして加藤英美里 (津田信澄役) を迎える。
ゲスト
- 第5回：愛美
- 第7回：北方奈月 (ねね 役）
- 第9回：松嵜麗 (丹羽長秀 役）
- 第11回：小倉唯 (竹中半兵衛 役）
- 特別版ゲスト：加藤英美里 (津田信澄 役）

### vol.3
2013年6月26日発売。新規録りおろし特別版オーディオCDと過去放送（第13回 - 第20回）データCD-ROMの2枚組。
新規収録でのゲストは第4回以来の江口拓也（相良良晴役）を迎える。
ゲスト
- 第13回：熊澤祐嗣（監督）
- 第14回：金田朋子（蜂須賀五右衛門 役）
- 第16回：生天目仁美（柴田勝家 役）
- 第17回：三森すずこ（松平元康 役）
- 特別版ゲスト：江口拓也（相良良晴 役）